# Jaroslav Kocián
Jaroslav Kocián (ur. 22 lutego 1883 w Uściu nad Orlicą, zm. 9 marca 1950 w Pradze) – czeski skrzypek, kompozytor i pedagog muzyczny.

## Życiorys
W latach 1896–1901 kształcił się w Konserwatorium Praskim u Otakara Ševčíka (skrzypce) i Antonína Dvořáka (kompozycja). Po ukończeniu studiów koncertował w Europie i Stanach Zjednoczonych, odwiedził też Azję i Afrykę. Był czołowym obok Jana Kubelíka przedstawicielem ówczesnej czeskiej szkoły skrzypcowej. W latach 1908–1909 wykładał w konserwatorium w Odessie. W 1921 roku został asystentem Otakara Ševčíka w Konserwatorium Praskim. Od 1924 do 1943 roku prowadził tam klasę skrzypiec, w latach 1939–1940 pełnił też funkcję rektora uczelni. Po 1928 roku zaprzestał występów jako skrzypek i poświęcił się całkowicie pracy pedagogicznej. Do grona jego uczniów należeli Alexandr Plocek, Josef Suk i Ede Zathureczky.
Komponował utwory na skrzypce i fortepian utrzymane w idiomie neoromantycznym, a także pieśni i utwory chóralne.